# Ogooué-Lolo
Ogooué-Lolo là một trong 9 tỉnh của Gabon. Thủ phủ là Koulamoutou, một thành phố có khoảng 16.000 dân, chiếm hơn 1/3 dân số tỉnh. Tỉnh có diện tích 25.380 km², dân số năm 1993 là 43.915 người.
Về phía nam, Ogooué-Lolo giáp vùng Niari của Cộng hòa Congo. Ở Gabon, tỉnh này giáp các tỉnh:
- Ngounié – phía tây
- Moyen-Ogooué - phía tây bắc
- Ogooué-Ivindo - phía bắc
- Haut-Ogooué – phía đông

## Quận

Department của Ogooué-Lolo

Ogooué-Lolo được chia thành 3 department:
- Lolo-Bouenguidi Department (Koulamoutou)
- Lombo-Bouenguidi Department (Pana)
- Mouloundou Department (Lastoursville)

## Địa phương
| Địa phương      | Vĩ độ     | Kinh độ    | Cao độ |
| --------------- | --------- | ---------- | ------ |
| Abena           | 1.1 S     | 13.1667 E  | 275 m  |
| Angonde         | 1.0833 S  | 13.11667 E | 274 m  |
| Babaousa        | 0.8667 S  | 12.833 E   | 229 m  |
| Badiabiki       | 1.6833 S  | 12.2833 E  | 698 m  |
| Badouma         | 0.75 S    | 12.85 E    | 240 m  |
| Bambecan        | 0.9667 S  | 12.7833 E  | 307 m  |
| Bambera-Biyoko  | 1.11667 S | 12.933 E   | 312 m  |
| Bandangala      | 1.33 S    | 12.5667 E  | 551 m  |
| Bangadi         | 1.1667 S  | 12.9833 E  | 318 m  |
| Bangassou       | 0.95 S    | 12.65 E    | 262 m  |
| Bangondo        | 1.4 S     | 12.45 E    | 478 m  |
| Baniati         | 1.01667 S | 12.21667 E | 445 m  |
| Baposso         | 0.6833 S  | 13.033 E   | 334 m  |
| Bapouno         | 0.95 S    | 12.6 E     | 258 m  |
| Bassaki         | 1.31667 S | 12.11667 E | 593 m  |
| Bassegua        | 0.833 S   | 12.8 E     | 204 m  |
| Bola Pessou     | 1.15 S    | 12.4833 E  | 364 m  |
| Boudela         | 1.033 S   | 12.01667 E | 600 m  |
| Boudouga        | 1.1833 S  | 12.15 E    | 533 m  |
| Boudoumbou      | 0.81667 S | 12.7833 E  | 202 m  |
| Boudzoumba      | 0.71667 S | 13.01667 E | 303 m  |
| Boueka          | 1.3833 S  | 12.6333 E  | 507 m  |
| Boulemba        | 1.0833 S  | 13.133 E   | 274 m  |
| Boumabango      | 0.95 S    | 12.95 E    | 259 m  |
| Boundgi         | 1 S       | 11.85 E    | 550 m  |
| Boundji         | 0 S       | 12 E       | 195 m  |
| Boundji         | 1.4 S     | 12.3833 E  | 603 m  |
| Boungou         | 1.81667 S | 12.51667 E | 803 m  |
| Bounzoukou      | 1.1 S     | 12.91667 E | 313 m  |
| Boupounza       | 1.2667 S  | 11.9833 E  | 664 m  |
| Boussa          | 0.55 S    | 12.41667 E | 190 m  |
| Boussimbi       | 1.533 S   | 12.1833 E  | 670 m  |
| Boussoka        | 1.1833 S  | 12.5833 E  | 449 m  |
| Boussouniabamba | 1.233 S   | 12.61667 E | 466 m  |
| Boutala         | 0 S       | 12 E       | 211 m  |
| Boutemba        | 0.7667 S  | 12.533 E   | 196 m  |
| Bouvinga        | 1.033 S   | 12.2 E     | 449    |
| Bouyangoula     | 1.4 S     | 12.21667 E | 621 m  |
| Kokomingheli    | 0.71667 S | 12.933 E   | 252 m  |
| Konanadembe     | 1 S       | 12 E       | 453 m  |
| Konanadembe     | 1.35 S    | 12.6833 E  | 475 m  |
| Konda           | 1 S       | 12 E       | 426 m  |
| Konda           | 1.31667 S | 12.6833 E  | 461 m  |
| Kondakoko       | 1.6 S     | 12.2833 E  | 682 m  |
| Kongo-Godafala  | 0.91667 S | 12.633 E   | 236 m  |
| Kongou          | 1 S       | 12 E       | 608 m  |
| Kouadembe       | 1 S       | 12.1833 E  | 453 m  |
| Kouanou         | 1.3 S     | 12.2833 E  | 588 m  |
| Koubala         | 1.3667 S  | 12.233 E   | 615 m  |
| Koulamoutou     | 1.133 S   | 12.4833 E  | 355 m  |
| Koumamala       | 1 S       | 12 E       | 613 m  |
| Koumou          | 1.633 S   | 12.733 E   | 609 m  |
| Kounadembe      | 1.433 S   | 12.3833 E  | 607 m  |
| Kouta           | 1.22 S    | 12.25 E    | 606 m  |
| Mogabo          |           |            | 457 m  |
| Mogombofala     |           |            |        |